# Langgöns
Langgöns is een plaats in de Duitse deelstaat Hessen, en maakt deel uit van de Landkreis Gießen.
Langgöns telt 11.690 inwoners.

## Kernen
De gemeente bestaat uit de volgende kernen (Ortsteile):
- Cleeberg
- Dornholzhausen
- Espa
- Lang-Göns
- Niederkleen
- Oberkleen

Allendorf (Lumda) ·
Biebertal ·
Buseck ·
Fernwald ·
Gießen ·
Grünberg ·
Heuchelheim ·
Hungen ·
Langgöns ·
Laubach ·
Lich ·
Linden ·
Lollar ·
Pohlheim ·
Rabenau ·
Reiskirchen ·
Staufenberg ·
Wettenberg